# Индалесио Прието
Индалесио Прието Туеро (на испански: Indalecio Prieto Tuero) е испански политик. Той е един от историческите лидери на Испанската социалистическа работническа партия (PSOE) и военен министър на Втората испанска република по време на Испанската гражданска война.

## Биография
Прието е роден в Овиедо през 1883 г., баща му умира, когато е на шест години. С майка си се преместват в Билбао през 1891 г. От малък оцелява, като продава вестници на улицата. Получава работа като стенограф във всекидневника La Voz de Vizcaya, което води и до позиция като редактор и по-късно журналист в конкурентния всекидневник El Liberal. Прието става директор и собственик на вестника.
През 1899 г., на 16-годишна възраст, става част от Испанската социалистическа работническа партия (PSOE). Като журналист през първото десетилетие на 20 век, Прието се превръща във водеща фигура на социализма в Страната на баските.

### Политика
Неутралитетът на Испания през Първата световна война носи голяма полза на испанската индустрия и търговия, но тези ползи не се отразяват върху заплатите на работниците. Периодът на големи социални вълнения, кулминиращи на 13 август 1917 г. в революционна обща стачка. Страхът на правителството от размирици като тези от Февруарската революция същата година в Руската империя (Октомврийската революция все още предстои) кара то да използва военните, за да потуши стачката. В Мадрид са арестувани членове на стачния комитет. След като участва в организирането на стачката, Прието бяга във Франция, преди да бъде арестуван.
Той се завръща едва през април 1918 г., когато е избран в испанския Конгрес на депутатите. Много критичен към действията на правителството и армията по време на Рифската война (1919–1926), Прието се изказва силно в Конгреса след битката за Аннуал (1921).
Прието се противопоставя на линията на Франсиско Ларго Кабайеро за частично сътрудничество с диктатурата на Мигел Примо де Ривера. Прието има ожесточени сблъсъци и с двамата.
През август 1930 г., въпреки съпротивата на лидера на партията Хулиан Бестейро, Прието участва в Пакта от Сан Себастиан. Широката коалиция от републикански партии предлага премахване на испанската монархия. По този въпрос Прието е подкрепен от крилото на Кабайеро в партията, тъй като последното вярва, че падането на монархията е необходимо, за да може социализмът да бъде на власт.

## Втора испанска република
Когато Втората испанска република е провъзгласена на 14 април 1931 г., Прието е обявен за министър на финансите във временното правителство, председателствано от Нисето Алкала-Самора.
Като министър на благоустройството в правителството на Мануел Асаня от 1931 – 1933 г. той продължава и развива политиката на водноелектрически проекти, започнати по време на диктатурата на Примо де Ривера, както и амбициозния план за инфраструктурни подобрения в Мадрид, като новата жп гара Chamartín и тунела под Мадрид, свързващ я с жп гара Atocha. Повечето от тези проекти няма да бъдат завършени до края на Испанската гражданска война от 1936 – 1939 г.
За разлика от Кабайеро, Прието се противопоставя на общата стачка и неуспешното въоръжено въстание през октомври 1934 г., но отново бяга във Франция, за да избегне евентуално съдебно преследване.
Прието изнася вълнуваща предизборна реч в Куенка на 1 май 1936 г., преди повторението на изборите от февруари 1936 г. на 3 май в района, в който Народният фронт се изправя срещу десния съперник Хосе Антонио Примо де Ривера и след отвода на генерал Франсиско Франко като кандидат, Мануел Казанова.

## Испанска гражданска война
След началото на Гражданската война, когато новините за безмилостните и систематични екзекуции на лоялисти от националистите, като част от политиката на генерал Емилио Мола за всяване на терор в техните редици, започват да се разпространяват в районите, контролирани от правителството, Прието прави пламенна молба към испанските републиканци на 8 август в радиопредаване:
„Не им подражавайте! Не им подражавайте! Надминете ги в моралното поведение; надминете ги като сте щедри. Аз обаче не ви моля да губите нито сила в битка, нито плам в битка. Искам смели, твърди и стоманени гърди за битка,... но с чувствителни сърца, способни да се разтреперят, когато са изправени пред човешката скръб и способни да таят милост и нежни чувства, без които най-съществената част от човешкото величие се губи.“
Въпреки това, няколко седмици след тези думи, е извършено клането в Модело в Мадрид, за ужас на много лидери на Народния фронт.
През септември 1936 г., след падането на Талавера де ла Рейна, в провинция Толедо в ръцете на бунтовниците, Кабайеро оглавява правителството, а Прието става министър на морските и въздушните сили.
След събитията от 3-8 май 1937 г. в Барселона, в които комунистите и правителствените сили се опитват да установят контрол над Работническата партия на марксисткото обединение (POUM) и анархистката Национална конфедерация на труда (CNT), правителството на Кабайеро е заменено от това на Хуан Негрин, като Прието е министър на отбраната. Липсвайки подкрепа от демократичните сили, като Франция, Обединеното кралство и САЩ, Испанската република е подложена на тежка международна изолация по време на последното министерство на Прието в Испания. Морският достъп за съветската материална помощ е ефективно прекъснат от атаките на италианските подводници и френската граница остава затворена.
След поражението на испанските републиканските правителствени сили на северния фронт през октомври 1937 г., Прието подава оставката си, която е отхвърлена. Прието напуска правителството след поражението през март 1938 г. на Арагонския фронт след ескалиращ спор с комунистите.

## Изгнание
Прието се въздържа от активен политически живот до края на войната, заминавайки за Мексико. През 1945 г., към края на Втората световна война, той е един от онези, които се опитват да сформират републиканско правителство в изгнание и се надява да постигне споразумение с монархическата опозиция срещу Франсиско Франко, управляващ Испания след края на Гражданска война с цел възстановяване на испанската демокрация. Провалът на тази инициатива води до окончателното му оттегляне от активната политика. Умира в Мексико Сити през 1962 г.
В Мексико той написва няколко книги, като Palabras al viento (Думи във вятъра, 1942), Discursos en América (Беседи в Америка, 1944) и в края на живота си, Cartas a un escultor: pequeños detalles de grandes sucesos (Писма до скулптор: Малки детайли от велики събития, 1962).

## Позиции
Подкрепяйки идеята за по-нататъшно децентрализиране на баските провинции и Навара, Прието силно се противопоставя на сепаратизма, както и на плановете на баските националисти в проекта на статута на Естела, страхувайки се от перспективата територията да се превърне в „реакционен Гибралтар и клерична крепост.